# Lucjan Avgustini
Lucjan Avgustini, född 28 augusti 1963 i Ferizaj i Socialistiska federativa republiken Jugoslavien, död 22 maj 2016, var en albansk prelat av den romersk-katolska kyrkan. Han var biskop i det romersk-katolska biskopsdömet Sapa.
Avgustini föddes i nuvarande Kosovo. Från 1989 till 2006 var han katolsk präst i Prizren och sedan 2006 katolsk biskop i Sapa i Albanien fram till sin död 2016.

### Fotnoter
1. ↑  läs online, agensir.it .[källa från Wikidata]
2. ↑  Catholic-Hierarchy.org, Catholic Hierarchy person-ID: augus, läst: 29 januari 2021.[källa från Wikidata]
3. ↑  Catholic-Hierarchy.org, Catholic Hierarchy person-ID: augus, läst: 4 februari 2021.[källa från Wikidata]
4. ↑  Catholic Hierarchy person-ID: augus.[källa från Wikidata]
5. ↑  Catholic Hierarchy stifts-ID: sape.[källa från Wikidata]
6. ↑  ”Bishop Lucjan Avgustini”. http://www.catholic-hierarchy.org/bishop/baugus.html. Läst 13 augusti 2010.
7. ↑  ”Albania: è morto mons. Lucjan Avgustini, vescovo di Sapë e vicepresidente Cea”. Servizio Informazione Religiosa. 23 maj 2016. http://agensir.it/quotidiano/2016/5/23/albania-e-morto-mons-lucjan-avgustini-vescovo-di-sape-e-vicepresidente-cea/. Läst 24 maj 2016.